# Brigitte François-Sappey
Pour les articles homonymes, voir François.
Brigitte François-Sappey, née le 21 janvier 1944 à Grenoble, est une musicologue, pédagogue, productrice et conférencière française.

## Biographie
Elle étudie la musique au Conservatoire national supérieur de musique de Paris (CNSMDP) où lui sont décernés les prix d’Histoire de la musique, analyse musicale, esthétique, musicologie, et à l'École normale de musique de Paris où elle obtient le diplôme supérieur d'enseignement du piano.
Elle poursuit parallèlement des études supérieures d’histoire à l'Université Paris Sorbonne-Paris IV  (UER de l’Occident moderne). Après licence et maîtrise, elle soutient un doctorat de 3e cycle puis le doctorat ès lettres et sciences humaines (sous la direction de Norbert Dufourcq).
Professeure d'histoire de la musique au Conservatoire national supérieur de musique de Paris depuis 1973, elle crée la classe de Culture musicale en 1992, dont elle  est aujourd’hui professeur honoraire. Elle a aussi fondé les classes d'Art et civilisation et d’Histoire de la musique au Conservatoire national supérieur de musique de Lyon (1979-1982) et celle d’Analyse musicale au Conservatoire Rameau du 6e arrondissement de Paris (1976-1979). Elle a été professeur invité à l'université de Lisbonne (1978), à l'Université d'été de Versailles (1979-1982) et à l'université Sorbonne Nouvelle - Paris 3 (2003-2009).
Elle est membre de nombreux jurys dans les conservatoires supérieurs, l’École normale supérieure (ENS) et diverses universités, dont Paris-Sorbonne.
Productrice de concerts et d'émissions à Radio France (1991-1997), elle est depuis invitée à France Musique, France Culture, ainsi qu’à la Radio Suisse Romande.
Elle participe régulièrement à des colloques scientifiques et donne de nombreuses conférences en des lieux très divers (universités, La Folle Journée de Nantes, etc.).
Brigitte François-Sappey est chevalier de la Légion d'honneur, officier des Arts et des Lettres.

## Publications

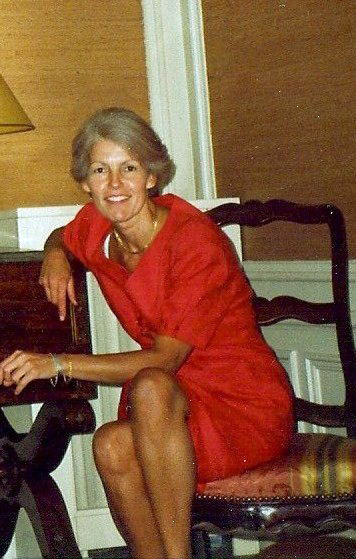
Brigitte François-Sappey.

Outre de multiples articles et participations à des ouvrages collectifs, ses principaux travaux portent sur le romantisme français et allemand.
- Clara Schumann, une icône romantique (Le Passeur, 2023) (ISBN 978-2-36890-975-1)
- Olivier Greif, d'éclat et de douleur, dir. avec Étienne Kippelen (Euterpe, 2023)
- Johannes Brahms : Chemins vers l'Absolu, Paris, Fayard, 2018, 408 p. (ISBN 978-2-2137-0164-6)
- La Musique au tournant des siècles (Fayard, 2015)  (ISBN 9782213682501)
- Olivier Greif Le Rêve du Monde (avec un CD), dir. avec Jean-Michel Nectoux (Aedam Musicae, 2013) (ISBN 9782919046157) (Prix des Muses Singer-Polignac 2014 ; Prix de la Critique 2013/2014)
- La Musique en France depuis 1870 (Fayard/Mirare, 2013) (ISBN 9782213671987)
- Charles-Valentin Alkan, avec François Luguenot (Bleu Nuit Éditeur, 2013) (ISBN 9782358840231), ouvrage traduit en japonais
- De Brahms à Mahler et Strauss. Le postromantisme allemand (Fayard/Mirare, 2010)  (ISBN 9782213655925)
- La Musique dans l'Allemagne romantique (Fayard, 2009) (ISBN 9782213633312)
- Felix Mendelssohn : La lumière de son temps, Paris, Fayard, 2008, 304 p. (ISBN 978-2-2136-3780-8) (Prix Catenacci de l'Académie des Beaux-Arts 2008)
- Alexandre Pierre François Boëly, avec Éric Lebrun (Bleu Nuit Éditeur, 2008) (ISBN 2913575927)
- Felix Mendelssohn (Fayard/Mirare, 2003), ouvrage traduit en portugais (ISBN 2213617295)
- Robert Schumann (Fayard/Mirare, 2003), ouvrage traduit en portugais (ISBN 2213617309)
- Clara Schumann (Éditions Papillon, 2001) (ISBN 2940310092)
- Robert Schumann (Fayard, 2000), (Grand Prix des Muses, Musicora) (ISBN 221360603X), Schumann
- Guide de la mélodie et du lied, dir. avec Gilles Cantagrel (Fayard, 1994) (ISBN 9782213592107)
- Histoire de la musique en Europe (PUF, 1992/2023) (ISBN 978-2-13-081386-6), ouvrage traduit en plusieurs langues
- Charles-Valentin Alkan, direction de l'ouvrage (Fayard, 1991) (ISBN 9782213027791)
- Guide de la musique d'orgue, en collaboration avec Gilles Cantagrel (Fayard, 1991) (ISBN 2213027722)
- Le Personnel de la Musique royale (1774-1792) (Picard, 1990, 1992)
- Alexandre Pierre François Boëly et son temps (Aux Amateurs de livres, 1989) (ISBN 2905053585)
- Jean-François Dandrieu (Picard, 1982) (ISBN 2708400711)

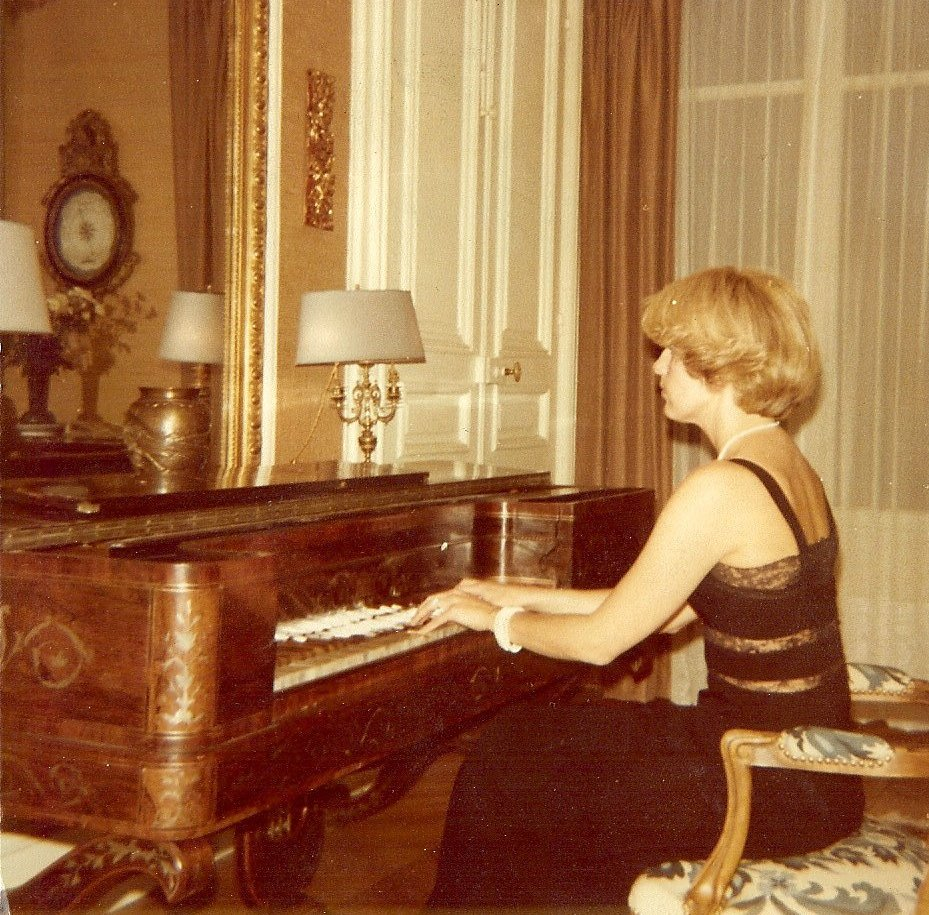
Brigitte François-Sappey au pianoforte.

- Pierre Baillot (Picard, 1978)

### Chapitres dans
- Olivier Greif, Paris, Euterpe/Les amis de la musique française, 2023, 112 p. (ISSN 2101-3691), « Olivier Greif, l'éclat, la douleur et le nom », p. 5-21
- Musiques de l'Âme, Paris, L'Harmattan, 2022 (ISBN 978-2-343-25212-4), « Le chant de l'âme chez les musiciens romantiques allemands », p. 49-74
- Le Concerto pour piano français à l'épreuve des modernités, Arles, Actes Sud/Palazzetto Bru Zane, 2015 (ISBN 978-2-330-05336-9), « La réception à Paris des concertos pour piano allemands (1828-1865) »
- « Entre France et Allemagne, A.P.F. Boëly et le style sévère », Musurgia, Paris, ESKA, vol. 20, nos 2-3-4,‎ 2013, p. 5-21
- « Chopin à Paris » Académie des Beaux-Arts, séance du 7 avril 2010
- Préface à la réédition de Robert et Clara Schumann, Journal intime (Buchet-Chastel, 2009)  (ISBN 9782283023877)
- L'Universel (au) féminin, Paris, L'Harmattan, 2006, 194 p. (ISBN 9782296013735), « Clara Schumann : un destin accompli »
- Comment devient-on universel ?, t. 2, Paris, L'Harmattan, 2005, 202 p. (ISBN 978-2-7475-8012-0), « Mozart : L'Âme du monde ? », p. 57-74
- Le Conservatoire de Paris, 1795-1995 : Deux cents ans de pédagogie, Paris, Buchet-Chastel, coll. « Classique histoire », 1999, 444 p. (ISBN 978-2-283-01774-6)
- La Petite Encyclopédie de la Musique, Paris, Réunion des musées nationaux, 1997, 288 p. (ISBN 9782711834990)
- D'un opéra l'autre : Hommage à Jean Mongrédien, Paris, Presses de l'Université de Paris-Sorbonne, coll. « MusiqueS », 1996, 400 p. (ISBN 978-2-84050063-6), « Sonates d'Alkan et de Liszt. Opéras latents », p. 55-66
- Le Quatuor à cordes en France de 1750 à nos jours, Paris, Association française pour le patrimoine musical, 1995 (ISBN 978-2910995003)
- 150 ans de musique française, Arles, Actes Sud, 1991 (ISBN 9782868697547)

### Édition critique d'œuvres musicales
- J.-F. Dandrieu (Minkoff, Schola Cantorum, Société française de Musicologie/Heugel)
- A. P. F. Boëly (Choudens, Lemoine, Zurfluh, Bornemann/Leduc, Durand)
- Olivier Greif (Editions Symétrie, Université Paris-Sorbonne, musicologie et Université Lyon 2)

## Décorations
- Chevalier de la Légion d'honneur en date du 12 juillet 2013[1]
- Officier de l'ordre des Arts et des Lettres en date du 13 septembre 2016[2]